# August Theodor Adelswärd
August Theodor Adelswärd, född 2 september 1803 på Slevringe gård i Åtvids socken, död 28 april 1887 på Stäringe gård i Årdala socken, var en svensk friherre och godsägare.

## Biografi
August Theodor Adelswärd var son till friherren Fredrik August Adelswärd (1779–1814) och friherrinnan Johanna Charlotta Stierncrona (1779–1816). Han blev student vid Uppsala universitet 1819, avlade kansliexamen 1822 och blev samma år kornett vid livgardet till häst. 1827 blev han kammarherre och 1829 ryttmästare. Den 29 maj 1829 tog an avsked från den militära banan.
Efter sin kusin Erik Seth Adelswärds död tillträdde han 1868 fideikommisset baroniet Adelswärd vilket han innehade till sin död 1887. Han blev dock mest ihågkommen för sitt ägarskap av egendomen Stäringe i Årdala socken, Södermanland som han 1828 förvärvat för 70 000 riksdaler banko från kammarherre Seved Ribbing. Anledning var familjen Ribbings "försämrade" ekonomi. Mellan 1851 och 1889 ägde han även Sofielund i Forssa socken vars nuvarande huvudbyggnad han lät uppföra 1860.

### Stäringe under Adelswärd

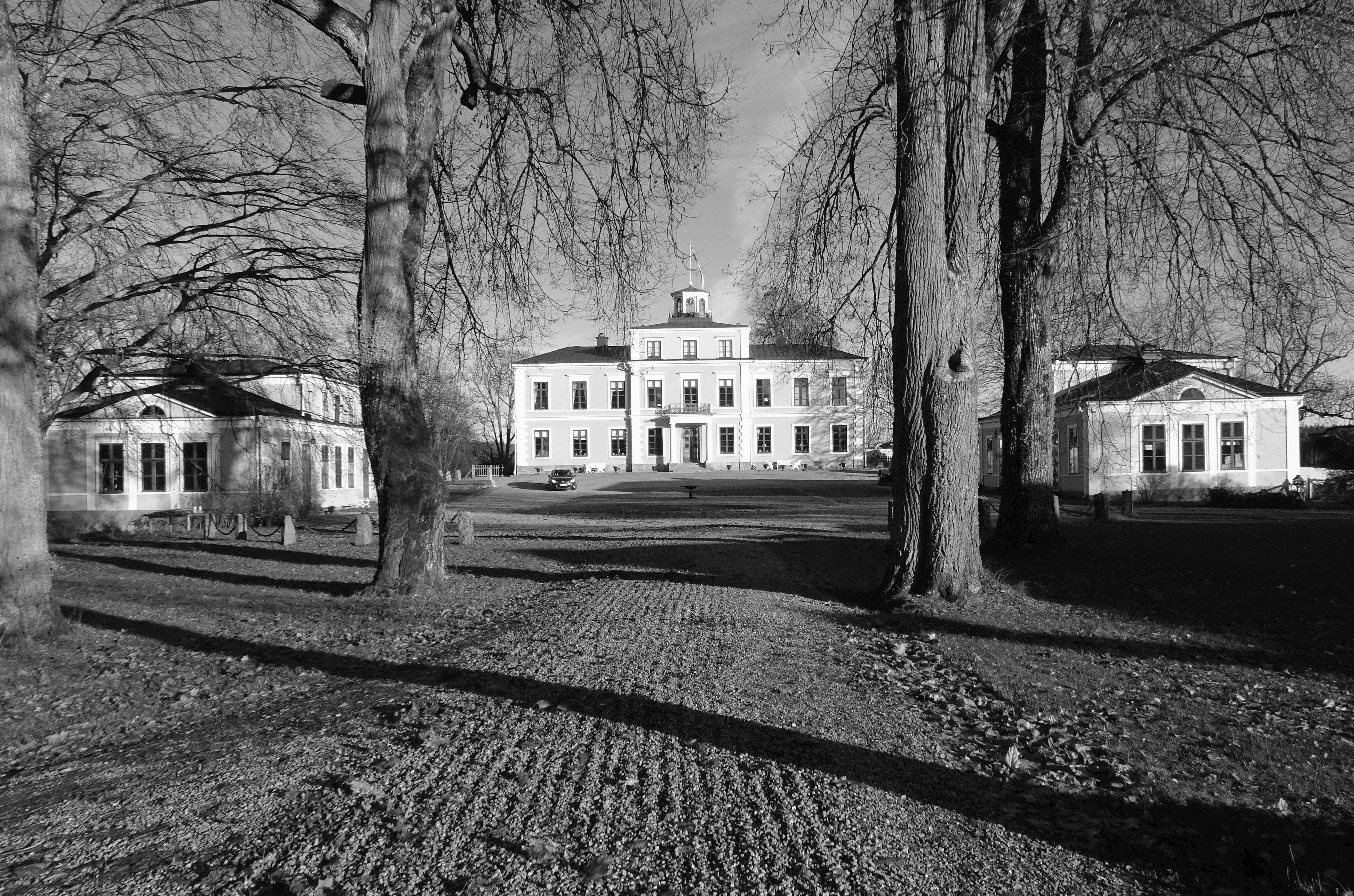
Stäringe i november 2021.

Det var under Adelswärd som Stäringe fick sin blomstringstid. Han lät uppföra nuvarande corps de logi efter ritningar av arkitekt Axel Nyström och förbättrade samt utökade gårdens odlingar så att Stäringe blev en av de mest framstående inom länet. 
Adelswärd hade stor betydelse för hela Årdala socken och särskilt för dess sydvästra del. Han ledde personligen de flesta arbetena, bland annat för en genomgripande restaurering av Årdala kyrka 1861. Många av de snickerier, som hörde till kyrkans renovering, utförde han med egen hand.
Under de 35 år Adelswärd verkade på Stäringe, ökade han den odlade jorden från 100 till 655 tunnland och höjde gårdens taxeringsvärde från 105 000 till 441 500 riksdaler riksmynt. Stäringe förblev i släkten Adelswärds ägo till år 1919.
August Theodor Adelswärd var gift med Marie Emilie, född Reuterskiöld (1806–1857). Paret fick sex barn, bland dem Axel Adelswärd, sedermera riksdagsman. Han begravdes den 8 maj 1887 på Årdala kyrkas kyrkogård.